# خلاف جریان
«خلاف جریان» (به فرانسوی: À contre-courant) تک‌آهنگی از هنرمند اهل فرانسه آلیزه ژاکوته است که در سال ۲۰۰۳ میلادی منتشر شد.